# Quantum Leap (TV-serie)
Quantum Leap är en amerikansk sciencefictionserie från 2022 som hade premiär i USA i september 2022 och som hade svensk premiär på strömningstjänsten Viaplay den 15 februari 2023. Serien är uppföljare till serien med samma namn som sändes i USA under fyra säsonger mellan 1989 och 1993. Seriens första säsong består av 18 avsnitt.

## Handling
Nära 30 år har förflutit sedan doktor Sam Beckett gick in i Quantum Leap-acceleratorn och försvann. Quantum Leap-projektet har återstartats under ledning av Ben Song som samlat ett team för att lösa mysterierna bakom maskinen och Sam Becketts försvinnande.

## Rollista (i urval)
- Raymond Lee – Ben Song
- Caitlin Bassett – Addison Augustine
- Mason Alexander Park – Ian Wright
- Nanrisa Lee – Jenn Chou
- Ernie Hudson – Herbert "Magic" William
- Justin Hartley – Jake
- Jewel Staite – Naomi Harvey
- Walter Perez – Richard Martinez
- Elyse Levesque – Lola Gray
- Deborah Ann Woll – Carly Farmer
- Stan Shaw – Eli Jackson
- Robert Picardo – Dr. Edwin Woolsey
- Joe Dinicol – Eugene Wagner
- Brandon Routh – Alexander Augustine